# Francesco Cascio
Francesco Cascio, O.F.M. Cap. (řeholním jménem: František z Licodie Eubea; 1600 Licodia Eubea – 16. dubna 1682 Luanda) byl italský řeholník, kapucín a misionář.

## Život
Narodil se roku 1600 v Licodii Eubei jako syn Antonia a Antoniny.
Ve dvaceti letech vstoupil do noviciátu kapucínů v Agiře, kde přijal řeholní jméno František z Licodie Eubea. Po složení časných řeholních slibů se rozhodl zůstat laickým bratrem. Stal se společníkem kapucínského kněze Inocence z Caltagirone, kterého doprovázel na kázáních a při různých pastoračních službách. Roku 1643 si ho Inocenc jako generální ministr řádu vyvolil, aby ho doprovázel na cestách po kapucínských provinciích.
Roku 1645 získal povolení k misijní cestě. O tři roky později se spolu se skupinou spolubratrů vydal do Angoly. Po příjezdu do Luandy se usadili poblíž kostela svatého Antonína.
František žil v extrémní chudobě. Vyznačoval svou službou otrokům, nemocným a dětem. Jeho cela byla malá; jako postel používal tři kmeny stromů a jako polštář kámen. Přes den se věnoval službě a neúnavně vykonával i tu nejtěžší práci ve prospěch těch nejpotřebnějších. V noci se věnoval modlitbě a pokání.
V Luandě se na něj obracelo mnoho lidí, kteří se ocitli ve stavu nouze nebo nebezpečí. Podle svědectví nabídl svůj život, aby zachránil život odsouzeného muže k trestu smrti. Soudce překvapila jeho oběť a rozhodl se muži udělit milost.
Po 34 letech intenzivního misionářského života zemřel 18. dubna 1682. Jeho tělo zůstalo čtyři dny vystaveno k úctě věřících, kteří se shromáždili k poslednímu rozloučení.

## Proces svatořečení
Proces byl zahájen 19. dubna 1743 v luandské arcidiecézi.